# Zacky Vengeance
Zachary James Baker (Huntington Beach, Orange County, California; 11 de diciembre de 1981), más conocido por su nombre artístico Zacky Vengeance, es el guitarrista rítmico, segunda voz y cofundador de la banda estadounidense de heavy metal Avenged Sevenfold. Comenzó su carrera en una banda punk que el mismo formó, la cual llamaba MPA* en donde era el vocalista y guitarrista líder. El 20 de abril de 2011, ganó el premio Revolver Golden God por mejor guitarrista junto a su compañero de banda, el guitarrista líder Synyster Gates.

## Biografía

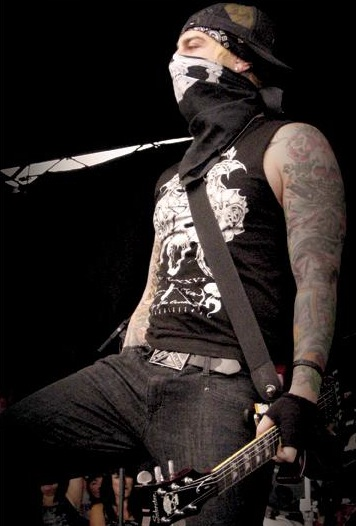

Tiene 2 hermanos, su hermano se llama Matt y su hermana Zina. Sus padres le compraron su primera guitarra cuando cumplió trece años y desde ese punto aprendió a tocar de manera autodidacta y sus amigos y familia lo consideraron un buen guitarrista, aunque dado a ese motivo le invertía cada vez más tiempo a la guitarra y menos tiempo a la escuela. Ha comentado que a pesar de ser zurdo, con su primera guitarra aprendió a tocar de forma diestra pero más tarde aprendió a tocar al revés inspirado de los guitarristas de sus bandas favoritas. Asistió al instituto Huntington Beach High School junto a sus amigos Jimmy Sullivan y Matt Sanders (con quienes posteriormente formaría Avenged Sevenfold). Mientras estaba ahí, Zacky formó un grupo de punk rock llamado MPA* en donde era el guitarrista y cantaba. Antes de que con su amigo Jimmy Sullivan formaran Avenged Sevenfold, Zacky se enfocaba mucho en MPA* hasta que se aburrió y admitió no conseguir éxito en esa banda. Avenged Sevenfold se formó cuando The Rev salió de la banda Suburban Legends en 1998 y les propuso a él y a Matt formar su propia banda cuando aún estaban en la preparatoria. En el instituto, Vengeance era un jugador de béisbol con mucho talento, también practicaba el skateboarding pero lo dejó por su vocación musical, aunque de vez en cuando patina ya que se le ha visto con Synyster Gates en varias fotos. Posee una línea de ropa llamada Vengeance University la cual está disponible con envíos en gran parte del mundo.
Zacky es de procedencia medio italiana y medio alemana. Tiene expansiones y un gran número de tatuajes entre los cuales destaca el de la Virgen María con una mano de un esqueleto debido a que fue el primero que se hizo en el brazo derecho, además se tatuó a Jesucristo, a un ángel y a una rosa en ese brazo, tiene el nombre "Hayden" debajo de la calavera de la banda "Misfits" y en la mano un león. En el brazo izquierdo tiene una calavera mexicana o catrina, una daga, una calavera encapuchada y en la mano una calavera. En sus dedos se lee "Cali 4nia". En la espalda la palabra Vengeance debido a su nombre artístico seguido del número 7, debajo tiene una especie de Deathbat con la cara de balón de béisbol. En el pecho tiene un Deathbat con garras y la cabeza verde. En el cuello se puede leer "FoREVer" en honor a su amigo y exbatería de su banda, The Rev.
Se apodó Zacky Vengeance, según dice porque nadie confiaba en él y de su éxito, siendo su manera de vengar a aquellas personas que en su juventud dudaron de su talento.

## Carrera con Avenged Sevenfold
Zacky Vengeance es el cofundador junto con su amigo M. Shadows de la banda Avenged Sevenfold, ya que Jimmy Sullivan fundó la banda con ayuda de ambos. Cuando recién se formó la banda Zacky era el guitarrista líder y rítmico de la banda. En los primeros álbumes, 1999 Demo y 2000 Demo Zacky solo uso guitarra eléctrica debido a que usaron solo el estilo Metalcore. En el álbum debut de la banda su mejor reconocimiento fue su único solo de guitarra en la canción Warmness on the Soul. Su último solo como guitarra principal fue de nuevo en esa canción en el primer EP de la banda en 2001, en donde ya colaboraría Synyster Gates con la banda como guitarrista líder y vocalista de respaldo.
Después de la entrada de Synyster a la banda, Zacky V. pasaría de guitarrista líder a guitarrista rítmico. En 2003 en el álbum Waking The Fallen, Zacky toca gradualmente guitarra principal en las canciones Unholy Confessions y Second Heartbeat a excepción del solo al final de la canción.
Vengeance es actualmente el guitarrista zurdo de la banda, lo contrario de Synyster Gates, lo que hace que sus presentaciones sean más visuales, ya que cada uno toca con su guitarra hacia un lado diferente. En los conciertos y en directo, Zacky y Synyster Gates suelen ser coristas de una sola voz y nunca suelen cantar uno sin el otro, este hecho se puede observar en sus conciertos y en el DVD, Live in the LBC & Diamonds in the Rough, suelen cantar por separado cuando tocan canciones en donde Synyster Gates canta por separado. También fue el que invento la abreviación de la banda conocida como A7X.

### Mad Porno Action*
Zacky mientras estaba en la preparatoria antes de estar en Avenged Sevenfold, formó una banda punk llamada MPA* cuyo significado es Mad Porno Action, en esta banda él era el vocalista y guitarrista principal, se presentaban en eventos, escenarios de pequeña audiencia e incluso en concursos de la escuela. Luego de una presentación en la escuela, al día siguiente la policía llegó a su casa diciendo que el micrófono que uso para cantar era robado del colegio aunque no hubo problemas mayores debido a que no se comprobó dicho delito. Admite no haber tenido mucho éxito con la banda, ese fue un motivo por el cual dejaron de tocar. Poco después de eso la banda se deshizo porque Zacky junto a Matt decidieron colaborar con Jimmy para formar la banda Avenged Sevenfold. 

## Guitarras
- Fender squier stratocaster
- Schecter S-1 Elite (Vengeance Custom Models)
- Schecter S-1 Blackjack
- Schecter Tempest Extreme
- Schecter Devil ZV Special
- Schecter Vengeance Spec Silver
- Schecter Vengeance Mirror
- Boss NS-2 Noise Suppressor
- Boss TU-2 Chromatic Tuner
- Boss RV-5 Reverb
- JetCity JCA100H
- Bogner Ubershall Head e 4x12 Cab
- Mesa/Boogie Dual Rectifier Head
- Ernie Ball 2215 Skinny Top Heavy Bottom Strings

## Vida personal
Zacky primeramente en su adolescencia era un guitarrista diestro. Su mejor amiga se llama Kris. Posee 2 perros llamados Ichabod Vengeance y Majesty, su conocida línea de ropa llamada Vengeance University. Su banda favorita siempre ha sido Misfits y tiene el tatuada la calavera del logo de la banda.
Zacky ha comentado que su nacimiento le agrada demasiado ya que nació el mismo día que su madre. Tiene tatuado en los 8 dedos de ambas manos: C-A-L-I-4-N-I-A porque lo considera lo mejor. Tiene tatuado foREVer en el cuello en memoria de su amigo The Rev. Su deporte preferido es el béisbol, asegura que si no estuviera en Avenged Sevenfold hubiera escogido ser jugador de béisbol. Zacky es el segundo miembro más bajo de altura de la banda, mide 1.73m.

## Discografía

### Avenged Sevenfold
- Sounding the Seventh Trumpet (2001)
- Warmness on the Soul (2001) (EP)
- Waking the Fallen (2003)
- City of Evil (2005)
- Avenged Sevenfold (2007)
- Nightmare (2010)
- Welcome to the Family (2010)
- Hail to the King - (2013)
- The Stage (2016)
- Diamonds in the Rougt (2020)
- Life Is but a Dream... (2023)